# Olszynka (Gdańsk)
Olszynka (kaszub. Òlszinka, niem. Walddorf, Bürgerwalde) – dzielnica administracyjna Gdańska położona w południowo-wschodniej części miasta.

## Położenie

### Administracyjne

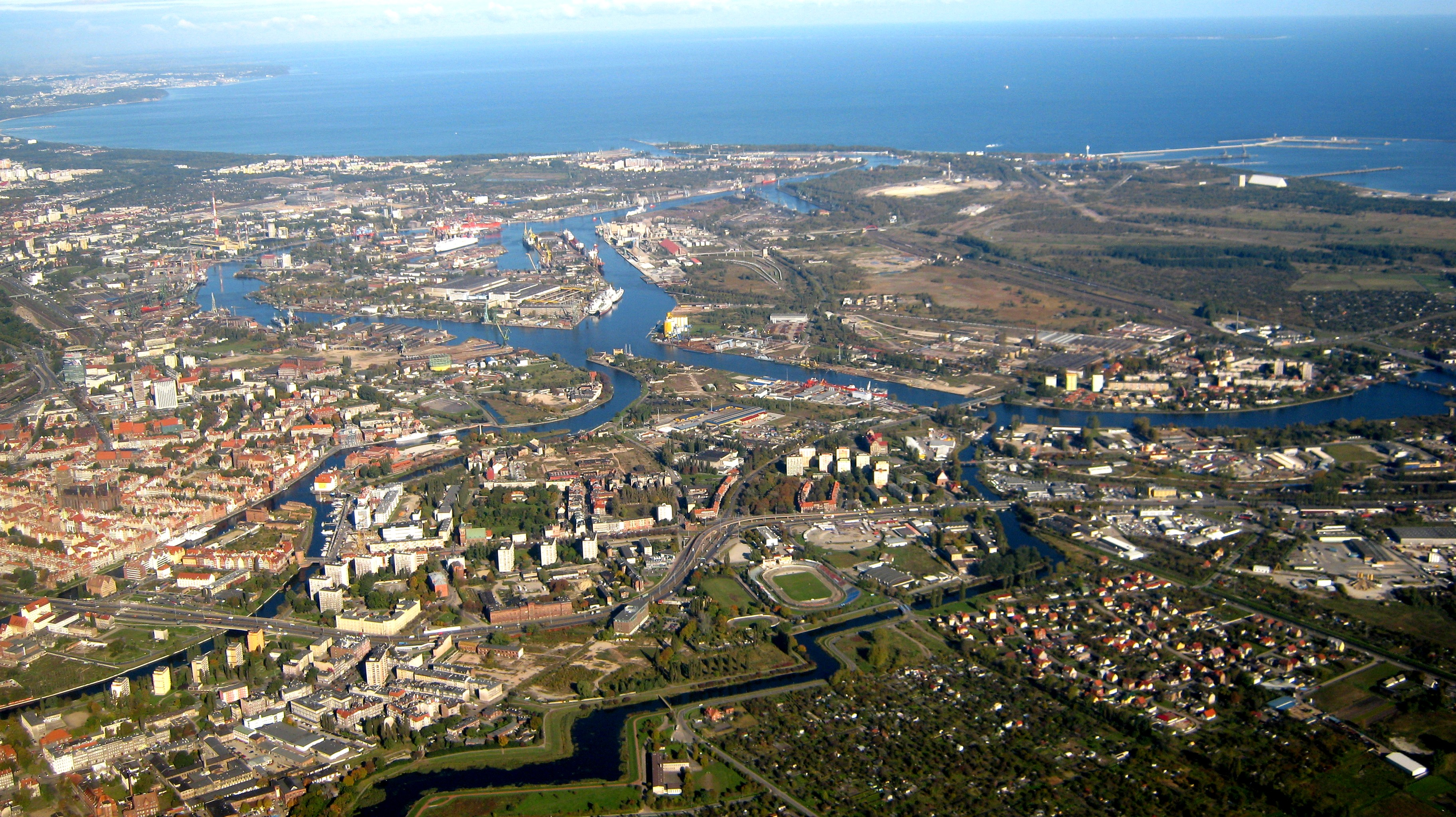
Północna część Olszynki (po prawej, na dole), 2010

Od wschodu graniczy z Rudnikami, od północy ze Śródmieściem, a od zachodu z dzielnicą Orunia-Św.Wojciech-Lipce. Południowy kraniec dzielnicy jest granicą Gdańska z gminą Pruszcz Gdański.
Wieś należąca do Urzędu Budowlanego terytorium miasta Gdańska położona była w drugiej połowie XVI wieku w województwie pomorskim. Przed II wojną światową Olszynka podzielona była na Olszynkę Małą (niem. Klein Walddorf) i Olszynkę Wielką (niem. Gross Walddorf). 15 sierpnia 1933 roku obie części zostały przyłączone do Gdańska w niezmienionej formie podziału administracyjnego. Podczas wojny obie części Olszynki nazywane były również Bürgerwalde. Po wojnie ustalono nowy podział administracyjny miasta i obie ich części zostały połączone w jedną o jednolitej nazwie Olszynka.

### Geograficzne

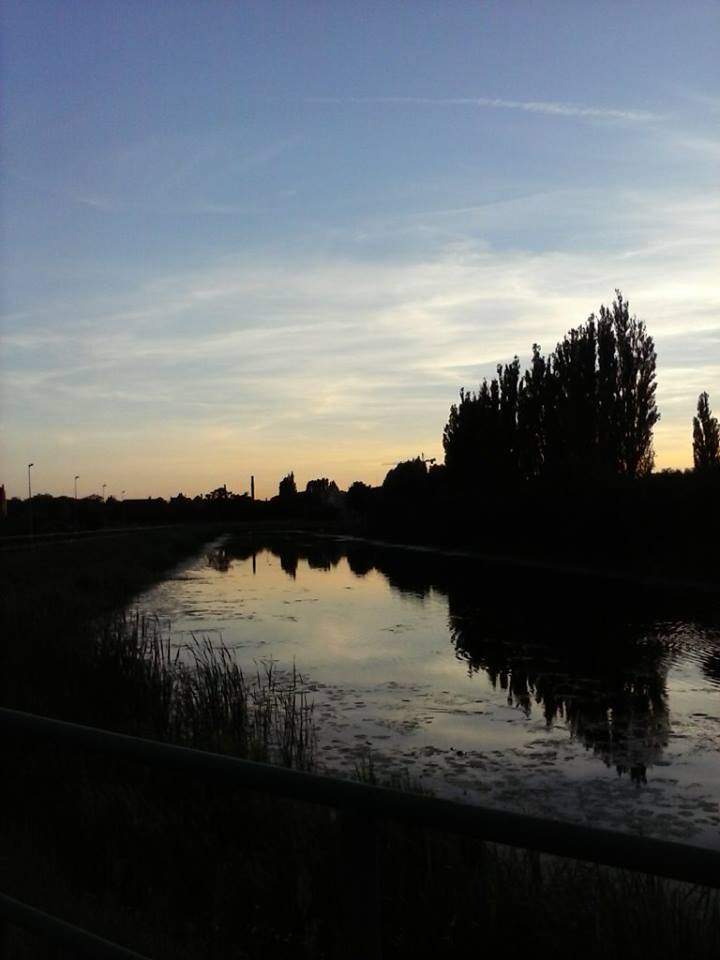
Opływ Motławy

Olszynka leży w całości na Żuławach Gdańskich. Jest to całkowicie nizinny, w niektórych miejscach depresyjny teren. Nie ma tu żadnych naturalnych dominat terenowych. Teren jest poprzecinany licznymi rowami melioracyjnymi.
W najdłuższym południkowo miejscu liczy sobie ok. 4,1 km długości. W najszerszym równoleżnikowo miejscu liczy ok. 3,6 km szerokości.
Od północy Olszynkę ogranicza Opływ Motławy, od zachodu i południa Motława.

## Charakterystyka dzielnicy

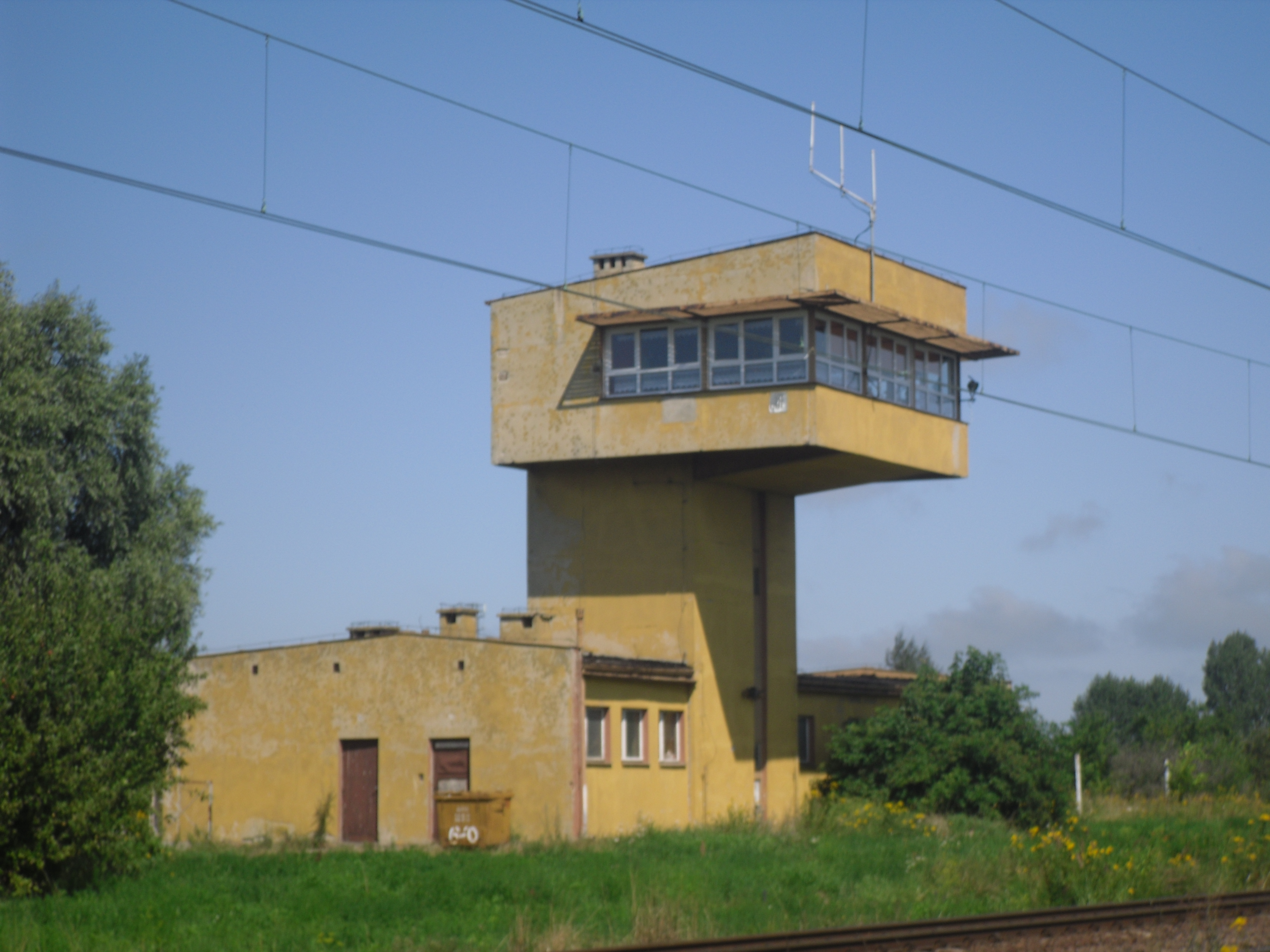
Stacja Gdańsk Olszynka

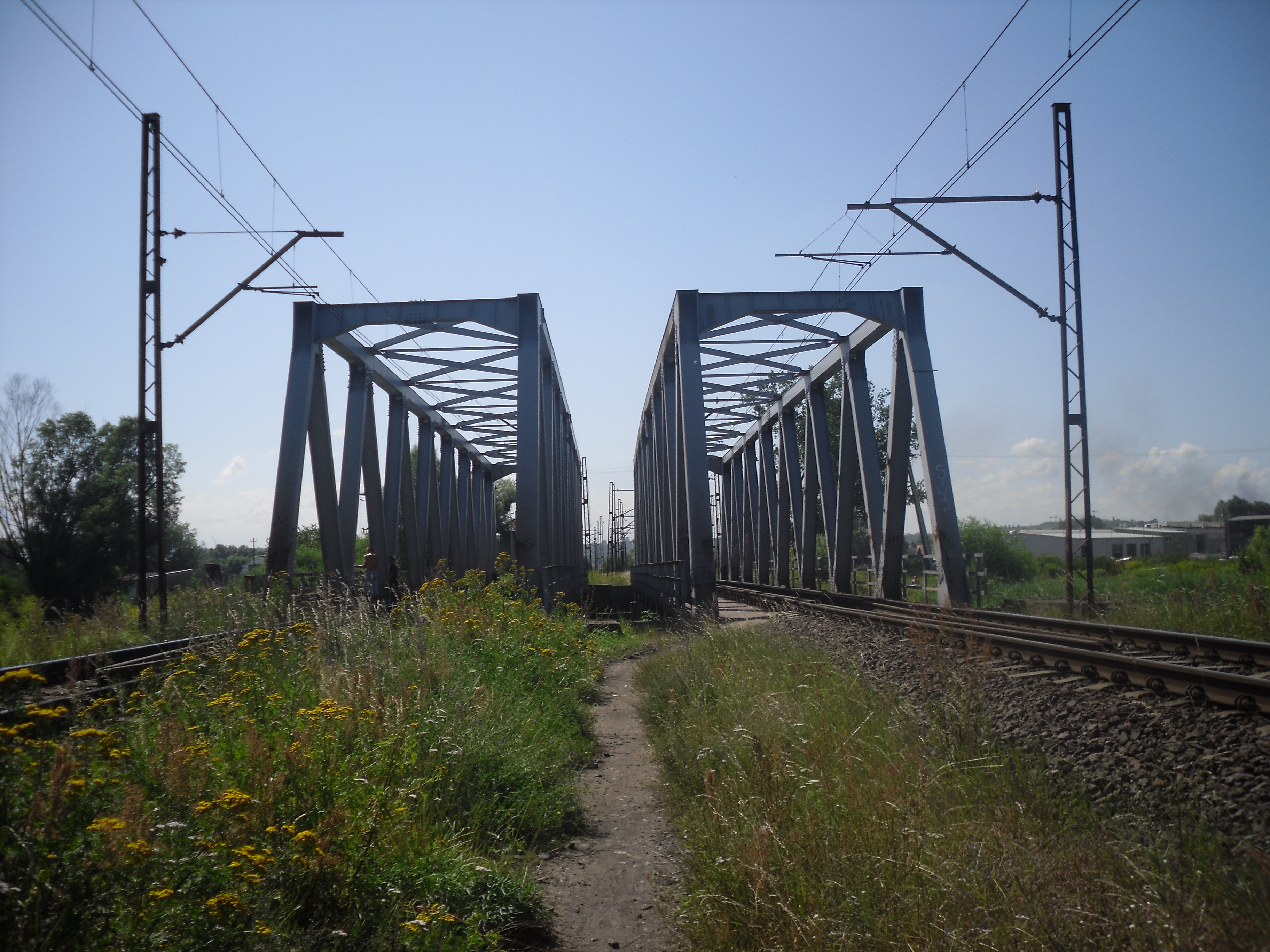
Most kolejowy nad Motławą

Z powodu nizinnego położenia i wiążącego się z tym zagrożenia powodziowego, dzielnica nie została zurbanizowana. Zabudowę stanowią domy wolnostojące oraz altanki przystosowane do funkcji mieszkalnych. Przed 1939 przy ulicy Olszyńskiej dla pracowników kolejowych wybudowano domy z pruskiego muru. Na obszarze dzielnicy znajdują się liczne ogrody działkowe oraz gospodarstwa ogrodnicze. 

### Obiekty
- Stacja towarowa Gdańsk Olszynka (elementy dawnej linii Nehrungsbahn)
- Szkoła Podstawowa nr 59
- Zabytkowy Dwór Olszynka z 1802, ul. Olszyńska 37[4]

## Komunikacja

### Komunikacja miejska
Do dzielnicy docierają autobusy miejskie.

### Kolej
W dzielnicy Olszynka znajduje się towarowa stacja kolejowa Gdańsk Olszynka. Biegnie przez nią ważna towarowa linia kolejowa nr 226, prowadząca do Portu Północnego. Znajduje się na niej most kolejowy nad Motławą.
Przez dzielnicę kursowała niegdyś Gdańska Kolej Dojazdowa, zapewniająca dojazd z Żuław do Gdańska. Znajdowała się tu stacja przeładunkowa Piaski Gdańskie, gdzie dokonywano przeładunku produktów i materiałów z wagonów normalnotorowych na wąskotorowe lub odwrotnie.

## Rada Dzielnicy

### Kadencja 2024–2029[5][6][7][8]
- Przewodnicząca Zarządu Dzielnicy 
  - Jadwiga Kubik
- Przewodnicząca Rady Dzielnicy 
  - Barbara Pabista

### Kadencja 2019–2024[9]
- Przewodnicząca Zarządu Dzielnicy 
  - Jadwiga Kubik
- Przewodniczący Rady Dzielnicy 
  - Marek Dzięcielski

### Kadencja 2015–2019[10]
- Przewodnicząca Zarządu Dzielnicy 
  - Jadwiga Kubik
- Przewodnicząca Rady Dzielnicy 
  - Halina Korona

### Kadencja 2011–2015[11][12]
do 1 czerwca 2014 jako Rada Osiedla
- Przewodnicząca Zarządu Dzielnicy 
  - Jadwiga Kubik
- Przewodniczący Rady Dzielnicy 
  - Mirosław Piotrowski